# Acacia zapatensis
Acacia zapatensis, ahora considerada Vachellia zapatensis, es una especie de leguminosa en la familia Fabaceae. Se encuentra solo en Cuba, en la Península de Zapata. Está considerada en peligro de extinción por la pérdida de hábitat.

## Descripción
Es un arbusto, a veces un árbol pequeño, limitado a la provincia de la Península de Zapata, en la Provincia de Matanzas en el este de Cuba.

## Taxonomía
Acacia zapatensis fue descrita por Urb. & Ekman y publicado en Arkiv för Botanik utgivet av K. Svenska Vetenskapsakademien 22A(8): 30. 1929.
Etimología
zapatensis: epíteto geográfico que alude a su localización en la Península de Zapata.
Sinonimia
- Vachellia zapatensis (Urb. & Ekman) Seigler & Ebinger[3]